# Platygaster tuberosa
Platygaster tuberosa är en stekelart som beskrevs av Nees von Esenbeck 1834. Platygaster tuberosa ingår i släktet Platygaster och familjen gallmyggesteklar. Arten är reproducerande i Sverige. Inga underarter finns listade i Catalogue of Life.